# Manu Trigueros
Manuel 'Manu' Trigueros Muñoz (Talavera de la Reina, 17 oktober 1991) is een Spaans voetballer die doorgaans als centrale middenvelder speelt. Hij verruilde Real Murcia in 2010 voor Villarreal CF.

## Clubcarrière
Trigueros speelde in de jeugd bij Talavera CF, FC Barcelona en Real Murcia. Hij maakte op 4 juni 2011 zijn debuut in het tweede elftal van Villarreal, tegen Real Betis in de Segunda División. Op 11 februari 2012 maakte hij zijn eerste doelpunt in het profvoetbal, tegen CE Sabadell. Trigueros sloot in juni 2012 aan bij de selectie van het eerste elftal. Hij maakte op 3 november 2012 zijn eerste doelpunt voor de hoofdmacht van Villarreal, tegen CD Numancia. Tijdens het seizoen 2012/13 speelde hij 36 competitiewedstrijden in de Segunda División, waarmee hij een aanzienlijk aandeel had in de promotie van de club naar de Primera División. Op 19 augustus 2013 debuteerde Trigueros op het hoogste niveau, tegen UD Almería.

## Clubstatistieken
| Seizoen      | Club         | Competitie       | Competitie | Competitie | Beker | Beker | Internationaal | Internationaal | Totaal | Totaal |
| Seizoen      | Club         | Competitie       | Wed.       | Dlp.       | Wed.  | Dlp.  | Wed.           | Dlp.           | Wed.   | Dlp.   |
| ------------ | ------------ | ---------------- | ---------- | ---------- | ----- | ----- | -------------- | -------------- | ------ | ------ |
| Villarreal   | 2012–13      | Segunda División | 36         | 3          | 1     | 0     | —              | —              | 37     | 3      |
| Villarreal   | 2013–14      | La Liga          | 35         | 2          | 3     | 0     | —              | —              | 38     | 2      |
| Villarreal   | 2014–15      | La Liga          | 33         | 1          | 7     | 2     | 10             | 0              | 50     | 3      |
| Villarreal   | 2015–16      | La Liga          | 31         | 2          | 2     | 1     | 12             | 0              | 45     | 3      |
| Villarreal   | 2016–17      | La Liga          | 37         | 5          | 3     | 1     | 5              | 1              | 45     | 7      |
| Villarreal   | 2017–18      | La Liga          | 34         | 3          | 3     | 0     | 7              | 1              | 44     | 4      |
| Villarreal   | 2018–19      | La Liga          | 24         | 0          | 3     | 0     | 7              | 0              | 34     | 0      |
| Villarreal   | 2019–20      | La Liga          | 29         | 2          | 2     | 0     | —              | —              | 31     | 2      |
| Villarreal   | 2020–21      | La Liga          | 35         | 1          | 5     | 0     | 14             | 1              | 54     | 2      |
| Villarreal   | 2021–22      | La Liga          | 6          | 2          | 0     | 0     | 2              | 1              | 1      | 0      |
| Villarreal   | Total        | Total            | 300        | 21         | 29    | 4     | 57             | 4              | 387    | 29     |
| Career total | Career total | Career total     | 326        | 24         | 29    | 4     | 57             | 4              | 413    | 32     |

1. 1 2 3 4 5  Appearance(s) in UEFA Europa League
2. ↑  Two appearances in UEFA Champions League, three appearances and one goal in UEFA Europa League
3. ↑  Appearance(s) in UEFA Champions League
4. ↑  Appearance in UEFA Super Cup

## Erelijst
| UEFA Europa League | 1x | 2020/21 |